# Shenzhen
Pour les articles homonymes, voir Shenzhen (homonymie).
Shenzhen (chinois : 深圳市 ; pinyin : Shēnzhèn shì ; cantonais Jyutping : sam¹ zan³ si⁵ ; cantonais Yale : sām jan si⁵) est une ville sous-provinciale de la province du Guangdong en Chine.
En 2020, elle compte environ 17,56 millions d'habitants et constitue une des municipalités les plus riches de Chine (en). Elle est considérée, au même titre que les villes de Pékin, Shanghai et Canton, comme l'une des plus grandes villes développées de Chine continentale. Elle fait partie de la mégalopole du delta de la Rivière des Perles. Étant l'une des premières zones économiques spéciales en Chine, Shenzhen est souvent appelée la « Silicon Valley chinoise »,,.
Située en bordure de Hong Kong, la municipalité était encore largement rurale dans les années 1970. La ville de Shenzhen est créée officiellement en janvier 1979, en remplaçant le xian de Bao'an. À partir des années 1980, choisie pour sa proximité avec Hong Kong, déjà pôle économique majeur de la région, une partie de son territoire acquiert le statut de zone économique spéciale et devient l'un des principaux lieux d'expérimentation de la politique d'ouverture aux investissements étrangers, marquant alors le début de la politique d'ouverture et de réforme de la Chine sous Deng Xiaoping. Bénéficiant de sa position géographique privilégiée, elle connaît un essor économique et démographique spectaculaire. En l'espace de 30 ans, elle est passée de terres agricoles à ville de la création, de l'innovation et de la grandeur.
La population, en grande partie immigrée, vient de diverses régions chinoises. Le mandarin, la « langue commune », est autant parlé que le cantonais, langue traditionnelle de la région. La population de Shenzhen est la plus jeune de Chine, avec une culture urbaine anti-discrimination.
En 2015, Shenzhen a rejoint le mouvement Fab City, suivant l'appel lancé par le maire de Barcelone, Xavier Trias, à ce que toutes les villes du monde deviennent autosuffisantes pour 2054.

## Géographie
Shenzhen est située à l'une des extrémités de la plaine alluviale formée par le delta de la rivière des Perles, un degré au sud du tropique du Cancer ce qui dote la ville d'un climat subtropical humide. 

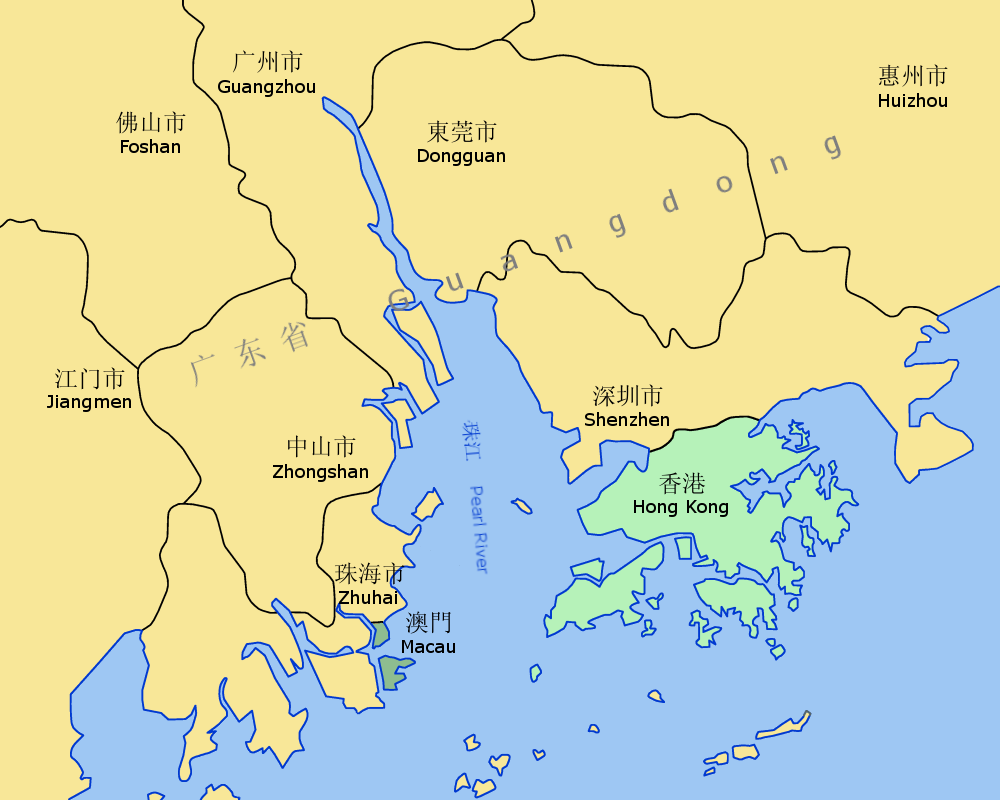
La zone du delta de la rivière des Perles, incluant Shenzhen.

Shenzhen se trouve à 32 km au nord-nord-ouest de Hong Kong, à 62 km au sud-sud-est de Dongguan et à 105 km au sud-est de Canton. Le tissu urbain se densifie, toutes ces villes se constituant en une mégalopole, parmi les trois plus importantes de Chine. 
Le territoire de Shenzhen s'étend sur environ quatre-vingts kilomètres d'est en ouest, et une quarantaine de kilomètres du nord au sud aux endroits les plus larges. Les districts de Nanshan, Futian, Luohu et Yantian, qui formaient la première phase de la zone économique spéciale à côté de la frontière avec Hong Kong, représentent la partie la plus densément urbanisée. Le centre de la ville correspond approximativement aux districts de Futian et de Luohu, les plus proches de Hong Kong, les plus au sud, et qui abritent les plus grands commerces et les plus importants quartiers d'affaires. Le quartier de Shekou, dans le district de Nanshan, compte de nombreux expatriés.
Shenzhen est une des rares villes chinoises où un plan urbanistique défini selon les règles contemporaines de la pénétration urbaine et du respect de l'environnement est visible : des autoroutes et des espaces verts ont été aménagés,.

## Histoire
À l'origine, Shenzhen est située sur une région rurale qui recouvre l'emplacement de divers villages de pêcheurs.

### Xiande Bao'an
Le territoire actuel de la ville de Shenzhen faisait partie du xian (comté) de Bao'an, tout comme l'intégralité du territoire de Hong Kong, avant la colonisation des Britanniques.
L'administration de cette région débute à la dynastie Qin. En 331, la dynastie Dongjin établit le comté de Bao'an, l'un des six comtés sous la préfecture de Dōngguān (东官). Dans la deuxième année du Zhide de Suzong sous la dynastie des Tang, Dōngguān a été renommé à Dōngguǎn (东莞), correspondant au nom de l'actuelle ville limitrophe au nord de Shenzhen, Dongguan.
Dans la 27e année de la dynastie Ming de Hongwu (1368-1399, fondateur de la dynastie Ming, 明朝洪武年), Hongwu a nommé un officier avec le titre Shou-yu-suo (chinois : 守御所, littéralement « Protecteur de la région ») pour protéger la population locale de voleurs et vagabonds qui infestaient de plus en plus le district.
La région commence à voir de grands changements lorsque les Britanniques arrivent et y développent le commerce. Une partie de l'ancien comté de Bao'an sera cédée aux Britanniques par différents traités inégaux pour former le territoire de Hong Kong.

### Création de Shenzhen: ouverture économique
En 1978, Deng Xiaoping choisit le restant du xian de Bao'an pour sa proximité avec Hong Kong, et lance la modernisation dans le domaine de l'agriculture, de l'industrie, de la défense nationale, et de la science et de la technologie. La ville de Shenzhen est créée officiellement en janvier 1979, en remplaçant le xian de Bao'an, un nom qui sera gardé dans l'un des districts de Shenzhen, le district de Bao'an, où se situe son aéroport.
En 1980, s'ouvrent les premières zones économiques spéciales (Shenzhen, Zhuhai, Shantou, Xiamen) : les entreprises étrangères sont autorisées à y investir avec une fiscalité adaptée. En 1986, la directive Open Door encourage l'investissement et le développement du secteur privé et de l'économie de marché. En 1990 s'ouvrent les bourses de Shanghai et de Shenzhen. La même année, le quartier central de Dongmen inaugure le premier restaurant McDonald's de Chine continentale.
La croissance économique de Shenzhen est de 25,8 % par an en moyenne depuis 1980.
En 2010, la zone spéciale a été étendue sur presque 2 000 km2, à l'intégralité du territoire de la ville.

## Politique et administration

### Subdivisions administratives

Carte de Shenzhen

La ville de Shenzhen est désormais entièrement sous le régime de zone économique spéciale. La distinction entre la partie urbaine et suburbaine ne se fait plus.
| ZES                        | Chinois simplifié | Pinyin       | Superficie km² | Population |
| -------------------------- | ----------------- | ------------ | -------------- | ---------- |
| District de Bao'an         | 宝安区            | Bǎo'ān Qū    | 396,64         | 4 476 554  |
| Nouveau district de Dapeng | 大鹏新区          | Dàpéng Xīnqū | 295,32         | 156 236    |
| District de Futian         | 福田区            | Fútián Qū    | 78,66          | 1 553 225  |
| District de Guangming      | 光明区            | Guāngmíng Qū | 155,44         | 1 095 289  |
| District de Longgang       | 龙岗区            | Lónggǎng Qū  | 388,59         | 3 979 037  |
| District de Longhua        | 龙华区            | Lónghuá Qū   | 175,58         | 2 528 872  |
| District de Luohu          | 罗湖区            | Luóhú Qū     | 78,75          | 1 143 801  |
| District de Nanshan        | 南山区            | Nánshān Qū   | 187,47         | 1 795 826  |
| District de Pinshan        | 坪山区            | Píngshān Qū  | 165,94         | 551 333    |
| District de Yantian        | 盐田区            | Yántián Qū   | 74,91          | 214 225    |

### Relation entre Hong Kong et Shenzhen
Shenzhen entretient avec Hong Kong des relations très étroites, tant sur le plan culturel qu'économique. Les deux villes actuelles faisaient partie de la même entité, le xian de Bao'an. Aujourd'hui, les deux villes comptent une vingtaine de millions d'habitants pour une surface de 3 000 km2 et constituent une des grandes métropoles économiques chinoises. Depuis la rétrocession de la souveraineté de Hong Kong, en 1997, la coopération entre les deux villes est encouragée par le gouvernement central, ce qui se traduit notamment dans les infrastructures de transport (métro, TGV) reliant les deux villes. Une partie de la population fait aujourd'hui la navette entre les deux villes limitrophes pour travailler, rentrer à la maison, faire des courses, aller à l'hôpital et pour les loisirs.
Les projets pour améliorer l’infrastructure soutiennent cette migration de va-et-vient. Le différentiel économique cependant reste très fort entre les deux villes. Le rapport en ce qui concerne le revenu et le loyer pour les bureaux est de 3:1[réf. nécessaire].
À cause de certaines restrictions (le personnel, les biens et les flux de capitaux), on peut constater un développement asymétrique entre Shenzhen et Hong Kong. Les investissements de Hong Kong sont la source financière principale affluant à Shenzhen. En 2001, les investissements s’élèvent à 1,94 mdUSD, c'est-à-dire 53,84 % de la totalité des investissements[réf. nécessaire] Fin 2000, il y avait 9 300 entreprises basées sur des investissements de Hong Kong[précision nécessaire].
Le district de Qianhai a pour ambition d'être le « Manhattan de la rivière des perles » et d'offrir aux investisseurs un cadre juridique et fiscal inspiré de Hong Kong.

### Politique d’environnement
L’expansion de Shenzhen repose en premier lieu sur le développement industriel ; il en résulte des problèmes concernant l’environnement. Ces problèmes deviennent omniprésents à partir des années 1990, période depuis laquelle il est devenu nécessaire d’améliorer la qualité du développement industriel pour protéger l’environnement.
Pour ce faire, l'autorité locale constituant la Dìjíshì Authority (D. A.) a décidé de contrôler et protéger la surface urbaine d’activité avec un plan respectant la ville. En outre, la D. A. a décidé de défricher plus de surface et de perfectionner le système écologique[réf. nécessaire]. Le système écologique a été amélioré par l’engazonnement et la protection de l’espace qui n’était pas prévu pour agrandir la ville. Par ailleurs, un théâtre, une bibliothèque et un centre de sport pour la population ont vu le jour.
Après 1989, ont été construits des bâtiments culturels d’un certain niveau (la « galerie de Shanyue », par exemple), de nouveaux quartiers avec des centres sociaux pour les habitants, des salles de musique, des centres pour les jeunes et d’autres services dans les domaines de la santé, du sport, de la religion, de l’éducation et de la culture. L'espace consacré à l'implantation de ces ensembles est très important afin de montrer aux regards extérieurs la place de la culture à Shenzhen.
La D. A. s’est fixé comme but d’accroitre la qualité de la ville et de faciliter l’urbanisation. Au commencement, les besoins de la population étaient peu importants, mais c'était sans compter le développement industriel de Shenzhen.
Depuis 1989, la D. A. essaie de réparer les négligences d'urbanisation concernant les rues commerçantes et les centres commerciaux. De plus, il y a eu de grands projets pour embellir les quartiers avec des mesures telles que la plantation d’arbres et l’éclairage public.
En 2011, Shenzhen apparaît comme une ville plutôt verte : golfs, parcs, jardins, promenades, contre-allées. Les grandes avenues anciennes restent plantées d'arbres, principalement à Nanshan et Shékou. Nombre d'espaces verts ont été créés, des « couloirs verts » ont été aménagés autour des nouveaux grands axes routiers conjointement avec la poursuite du développement des transports collectifs.
La D. A. impose (progressivement) les cycles à moteur électrique. Mais la réflexion continue : interdiction cyclique des cycles motorisés pendant six mois à partir du 5 juin 2011, avec avertissement, amende de 200 RMB et/ou confiscation du cycle. Enfin, en raison de sa grande étendue, la ville de Shenzhen offre encore de grandes zones vertes inhabitées, en dehors des côtes et des axes routiers.
Un réseau de pistes cyclable est également intégré dans le programme des voies vertes du Guangdong, couvrant plusieurs milliers de kilomètres autour du Détroit de la rivière des Perles.
À l'est de la ville se trouve le mont Wutong, parc national et forestier qui culmine à 944 m.

## Population et société

### Démographie
Répartition au recensement de 2000, 7 008 831 habitants sont alors recensés.
- Han :	6 782 986, soit 96,78 %,
- Zhuang : 112 559, soit 1,61 %,
- Tujia : 25 987, soit 0,37 %,
- Miao : 25 567, soit 0,36 %,
- Dong : 12 707, soit 0,18 %,
- Yao : 8 802, soit 0,13 %,
- Hui : 6 784, soit 0,1 %,
- Mandchous : 5 061, soit 0,07 %,
- Mongols : 4 555, soit 0,09 %,
- Bouyei : 4 398, soit 0,06 %,
- Coréens : 4 004, soit 0,06 %,
- Yi : 2 257, soit 0,03 %,
- Bai :	1 645, soit 0,02 %,
- She : 1 640, soit 0,02 %,
- Li : 1 292, soit 0,02 %,
- Mulam : 1 209, soit 0,02 %,
- Tibétains : 1 153, soit 0,02 %,
- Gelao : 1 082, soit 0,02 %,
- Divers : 5 143, soit 0,07 %

## Enseignement

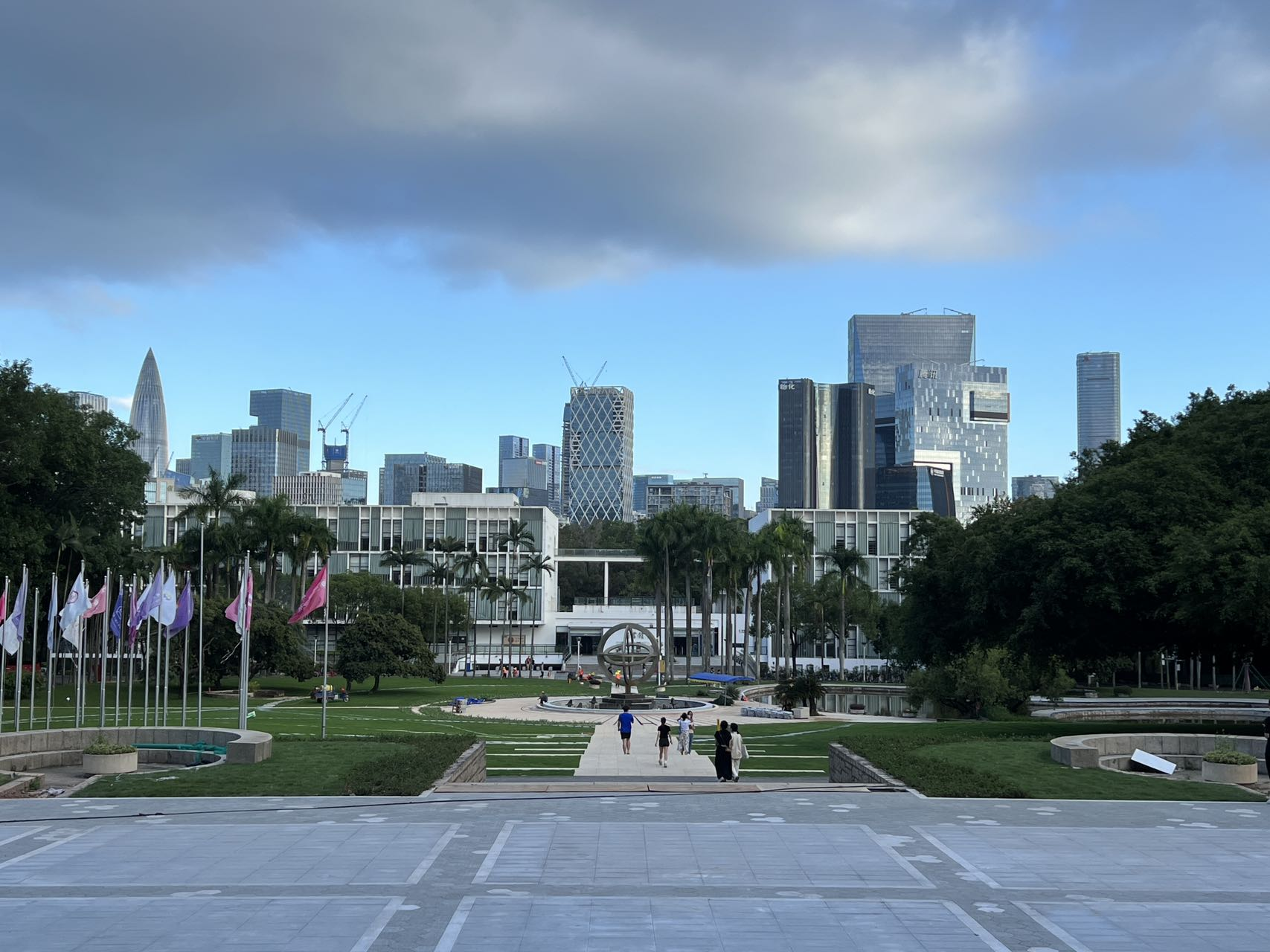
Université de Shenzhen

- Université de Shenzhen(深圳大学, Shenzhen University): Fondée en 1983, c'est l'université principale et pluridisciplinaire de Shenzhen, couvrant de nombreux domaines d'études.
- Université des Sciences et Technologies du Sud(南方科技大学, Southern University of Science and Technology, SUSTech): Université de science et technologie en rapide développement, créée en 2010.
- Institut de Technologie de Harbin(Harbin Institute of Technology, Shenzhen): Campus de Shenzhen de l'Institut de technologie de Harbin.
- Université Shenzhen MSU-BIT(深圳北理莫斯科大学, Shenzhen MSU-BIT University): Université établie en collaboration entre l'Université d'État de Moscou et l'Université de technologie de Pékin.
- École Supérieure de l'Université de Pékin à Shenzhen(北京大学深圳研究生院, Peking University Shenzhen Graduate School) : L'institution de formation postgraduée de l'Université de Pékin à Shenzhen.
- École Supérieure de l'Université de Tsinghua à Shenzhen(清华大学深圳研究生院, Tsinghua University Shenzhen Graduate School) : L'institution de formation postgraduée de l'Université de Tsinghua à Shenzhen.
- L'Université Chinoise de Hong Kong à Shenzhen(香港中文大学（深圳）, The Chinese University of Hong Kong, Shenzhen) : Campus de Shenzhen de l'Université Chinoise de Hong Kong.

## Économie
En 2006, le PIB total était de 568,4 milliards de yuans, et donc un PIB par habitant de 8 619 dollars américains.

### Secteurs d'activités

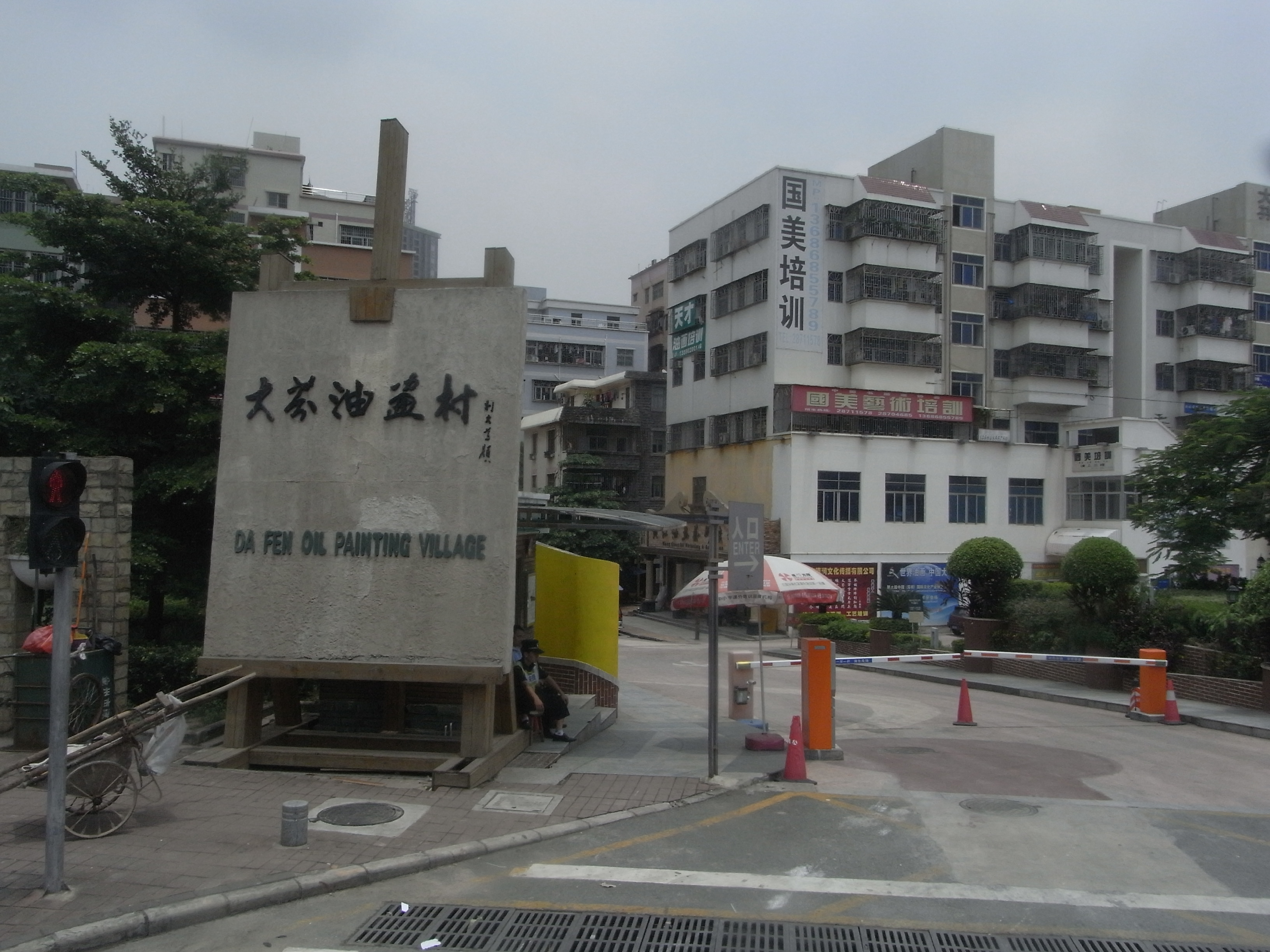
Dafen, entrée du « Village de la peinture à l'huile ».

Les activités industrielles sont très développées à Shenzhen, en particulier le domaine de l'électronique. Le groupe taïwanais Foxconn, plus grand fabricant mondial de composants électroniques, dispose d'un important site de production comptant dans le district de Longhua. En 2010, celui-ci comptait environ 450 000 salariés. D'autres compagnies telles que TP-LINK, Huawei Technologies, ZTE, Anker, Konka, CHUWI ou encore DJI ont leur siège social à Shenzhen.
Le secteur financier est assez développé à Shenzhen. La ville abrite le siège de société telles que CITIC Securities, China Merchants Bank et Ping An Insurance. La Bourse de Shenzhen, ouverte en 1990, est la troisième du pays après celles de Hong Kong et de Shanghai.
À mi-chemin entre l'art et le tourisme, l'activité de création et d'exportation de copies de tableaux de l'histoire de l'art occidental versés dans le domaine public s'est développée depuis la fin des années 1980 à Dafen, le « Village de la peinture à l'huile », dans la banlieue de Shenzhen.

### Tourisme
Le tourisme à Shenzhen constitue une importante source de revenus. Deux des principales sources d'attractivité sont les commerces et les parcs à thèmes.
Shenzhen dispose de nombreux centres commerciaux. De nombreux résidents hongkongais sont attirés par les prix généralement inférieurs à ceux pratiqués à Hong Kong.
De nombreux parcs à thèmes ont été construits à partir des années 1990. Parmi les plus célèbres figurent OCT East, Happy Valley, Window of the World et Splendid China Folk Village.

### Innovation
Longtemps spécialisée dans les activités de soustraitance et d’assemblage pour les multinationales industrielles, souvent étrangères, Shenzhen est également devenue l’un des trois principaux centres d’innovation de Chine. Avec des dépenses en R&D estimées à plus de 64 milliards de RMB en 2014 (4 % du PIB municipal), Shenzhen est en effet la troisième ville de Chine à consacrer le plus de ressources à la R&D. Avec près de 17 000 brevets d’invention obtenus en 2015, Shenzhen est également la troisième ville de Chine ayant enregistré le plus grand nombre de brevets ; rapportée à la taille de sa population, elle dépasse même Shanghai (14,4 brevets/10 000 habitants contre 7,3 brevets/10 000 habitants). Huawei, l'une des plus grandes marques au monde, a son siège social situé à Shenzhen. Microsoft et Apple ont notamment ouvert des bureaux dans la ville. Airbus y a implanté un centre d'innovation en 2017.

## Culture et patrimoine

### Architecture et urbanisme

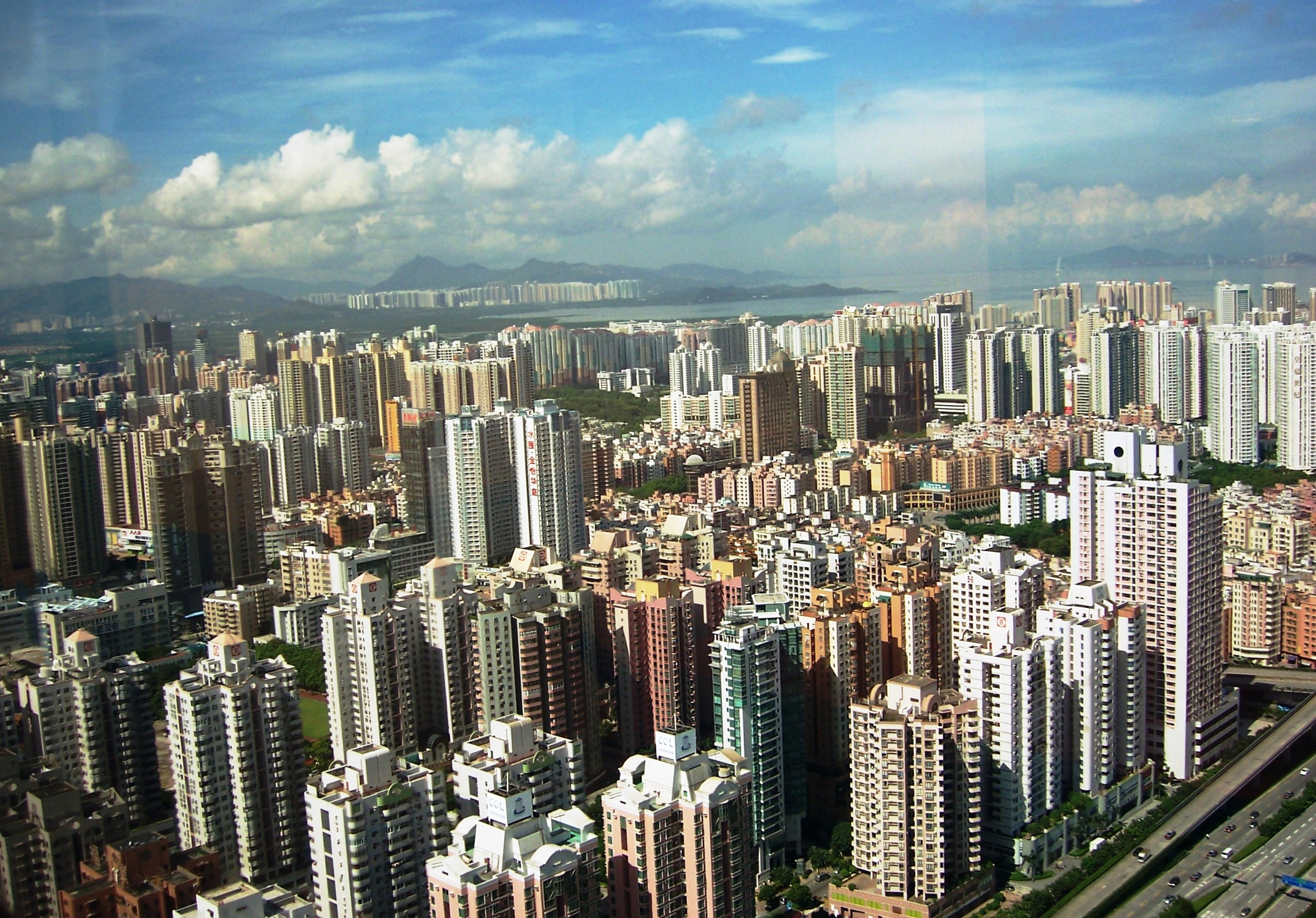
Vue de Shenzhen depuis un gratte-ciel.
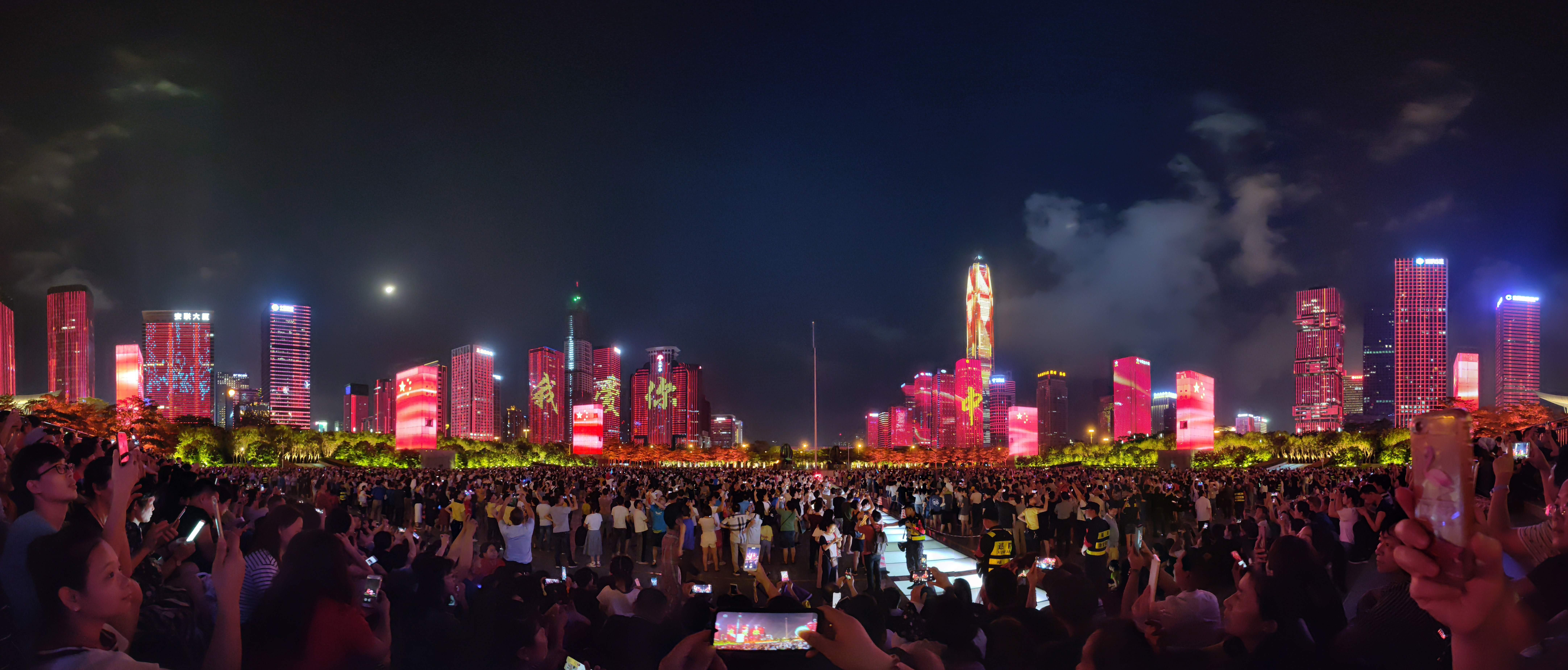
Spectacle de lumières au centre-ville de Shenzhen, en mai 2019
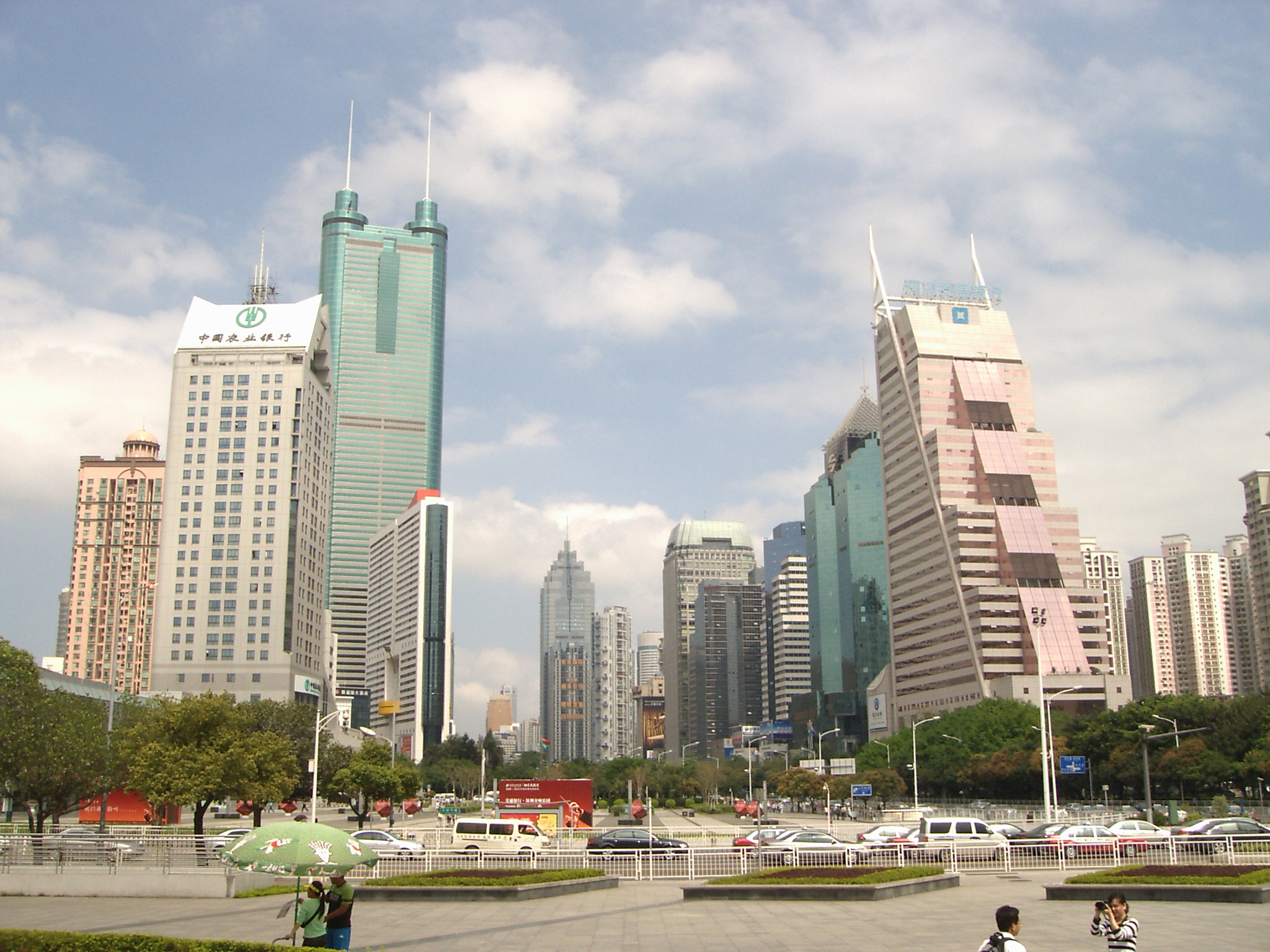
Quartier d'affaires, dans le district de Luohu. Le gratte-ciel vert sur la gauche est le Shun Hing Square.
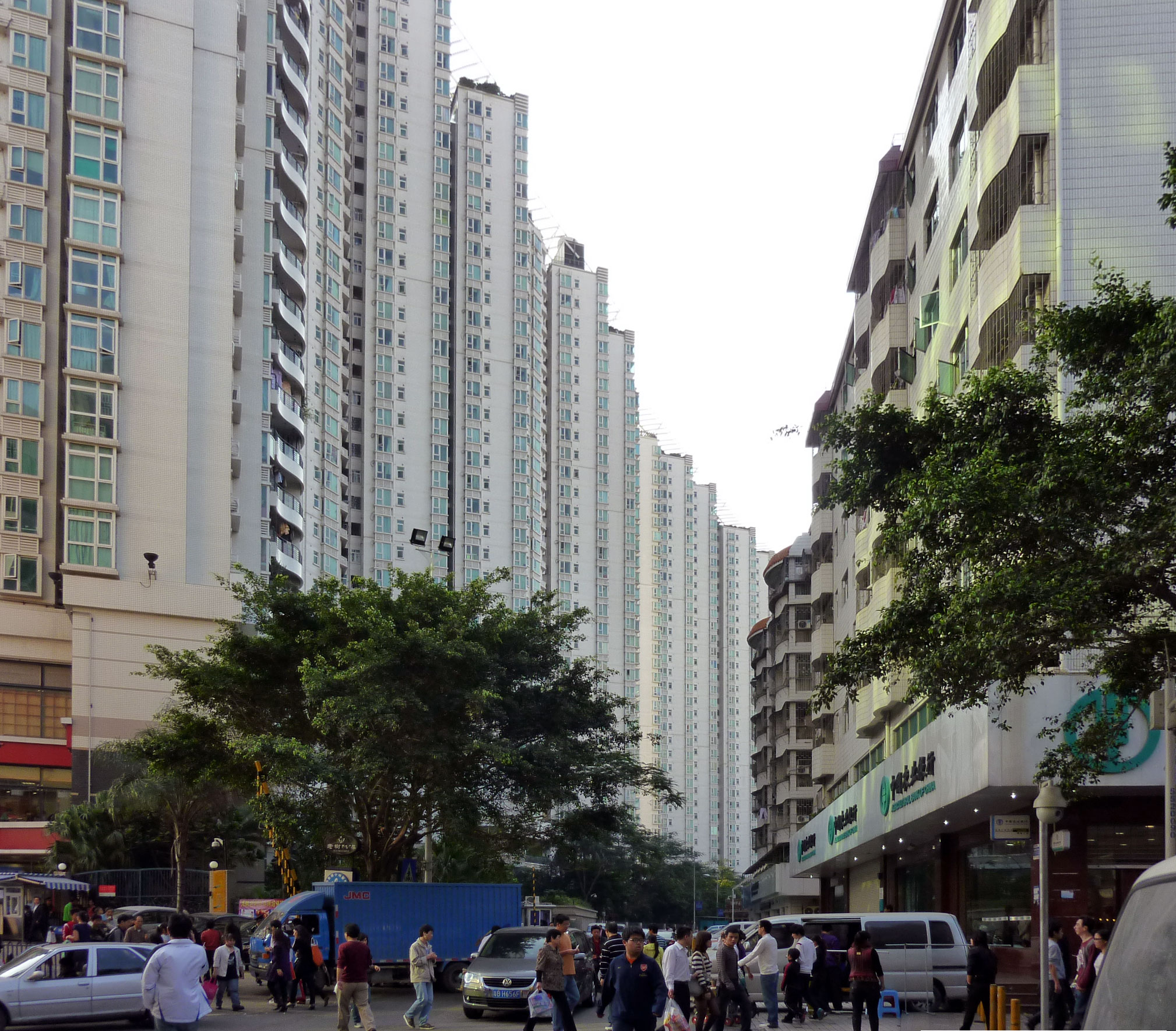
Immeubles résidentiels dans le district de Nanshan.
Immeubles résidentiels, près du parc Window of the World.
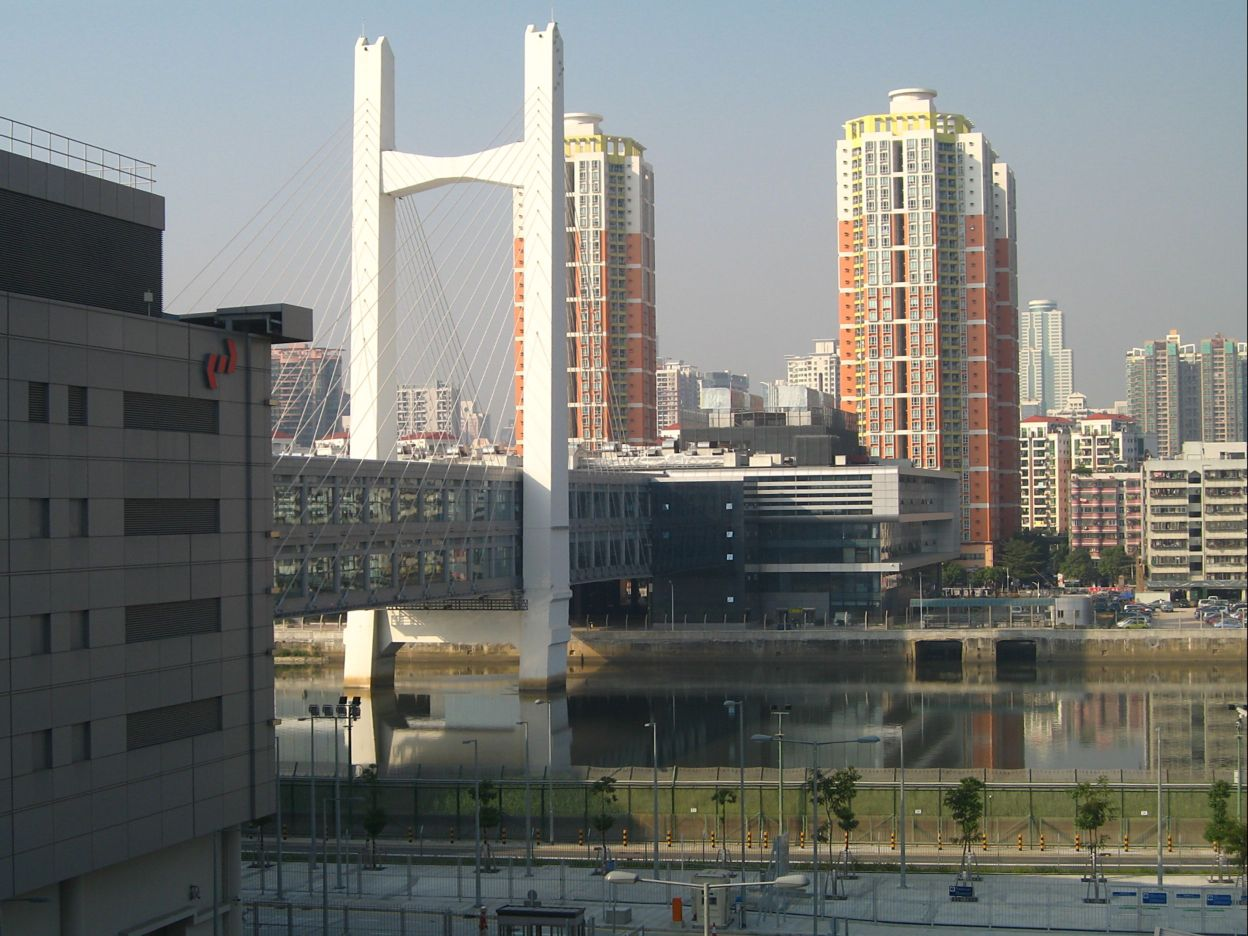
Pont sur la rivière Shenzhen, entre Shenzhen et Hong Kong.

La ville de Shenzhen ne s'est véritablement développée que dans les années 1980. Elle n'a guère de bâtiments historiques. Comme dans les autres villes chinoises, les immeubles sont souvent de grande hauteur. Dans le centre, on compte de nombreux gratte-ciels. Le plus emblématique est sans doute le Shun Hing Square. À son achèvement en 1996, il était le plus haut immeuble de Chine continentale. Il a constitué un symbole de l'essor économique chinois. L'urbanisme avant-gardiste propre à la ville de Shenzhen reflète la croissance économique de la Chine au cours de ces 30 dernières années. Depuis 2017, Shenzhen est la ville qui compte le plus grand nombre de gratte-ciel au monde. Actuellement, elle possède 185 gratte-ciel de plus de 200 mètres de haut, se classant au premier rang mondial, et ce nombre continue d'augmenter.

### Sites touristiques et monuments
La ville comporte différents musées dont :
- le musée de Shenzhen (深圳博物馆), situé dans le district de Futian ;
- le musée des beaux-arts de Shenzhen.
- Guan Shanyue Art Museum
- Hakka Culture Museum
- He Xiangning Art Museum
- Museum of Ancient History of Nantou
- OCT Art and Design Gallery
- OCT Contemporary Art Terminal
- Shenzhen Convention and Exhibition Center
- Shenzhen Civic Center
- Shenzhen Cultural Center
- Shenzhen Museum
- Shenzhen Museum of Art
- Shenzhen Science Museum
- Shenzhen Shekou Maritime Museum

### Culture populaire

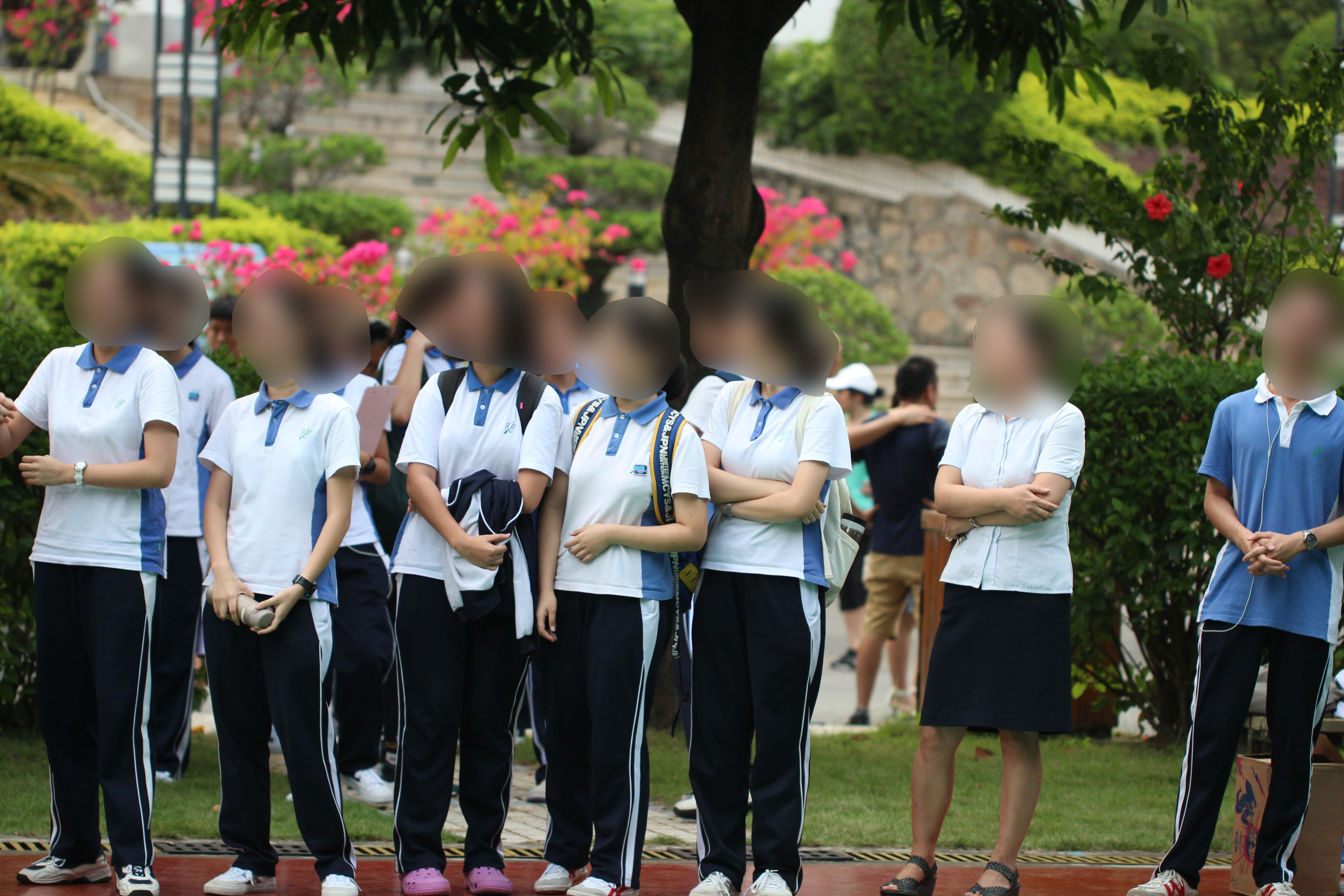
Uniformes scolaires de Shenzhen

- Uniformes scolaires de Shenzhen. Shenzhen dispose d'un uniforme scolaire standardisé à l'échelle de la ville pour les écoles primaires et secondaires. Les uniformes arborent un agencement de couleurs bleu et blanc, avec les couleurs inversées pour les garçons et les filles. Cet ensemble d'uniformes bien connu est représentatif des uniformes des étudiants chinois. Il est souvent porté par les célébrités d'Internet et les personnages d'anime.

## Transports

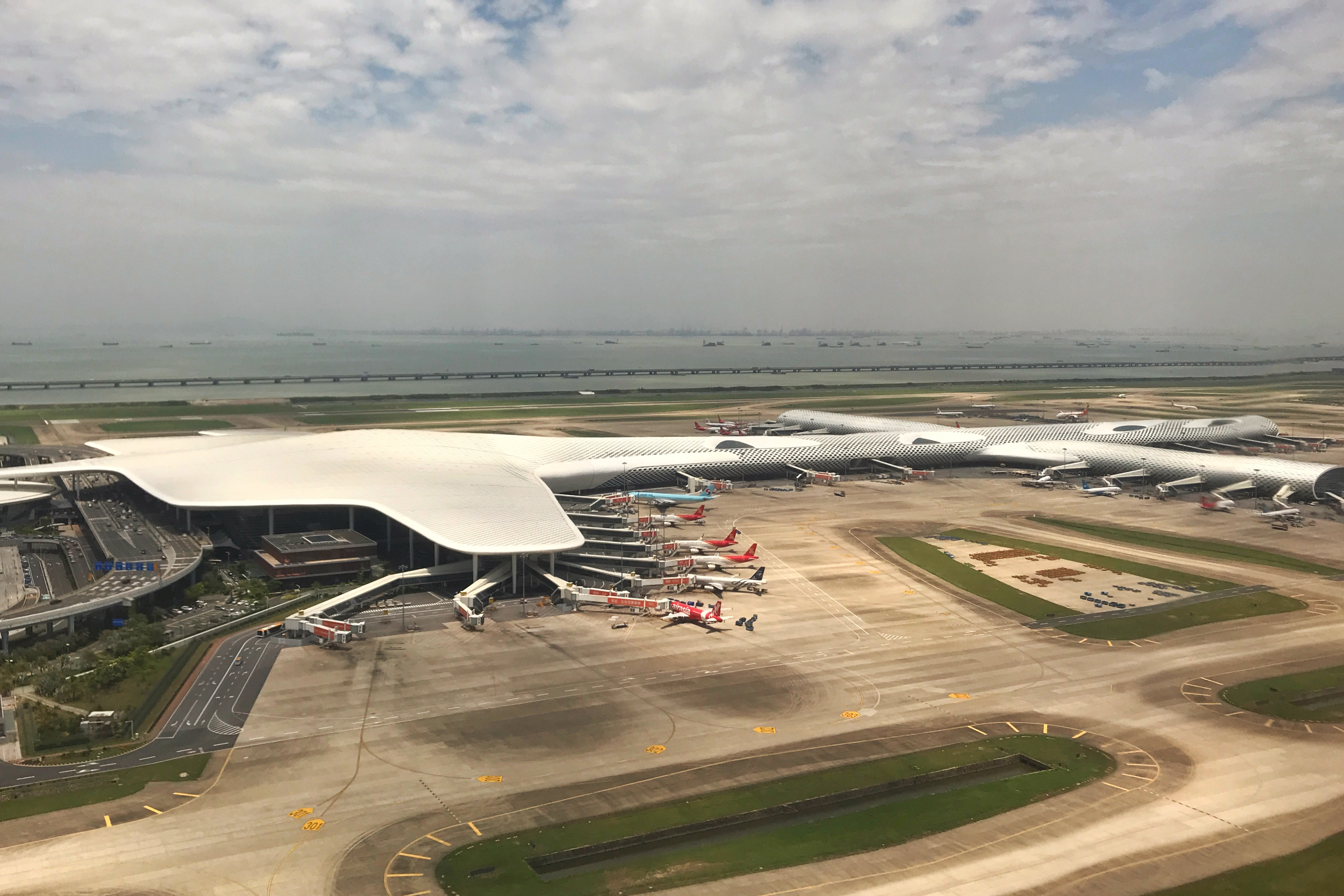
Terminal 3 de l'aéroport de Shenzhen-Bao'an

### Transport aérien
La ville est desservie par l'aéroport international de Shenzhen-Bao'an, situé à l'ouest de la ville, dans le district de Bao'an, au bord du delta de la rivière des Perles. L'aéroport est desservi par la ligne 11 du métro qui le relie au centre-ville à Futian.

### Transport en commun
Le métro de Shenzhen a ouvert le 28 décembre 2004, la dernière extension est inaugurée en 2022. Le réseau se développe pour desservir l'ensemble de la ville et relier les différentes parties de la métropole. Elle est en interconnexion avec le métro de Hong Kong. En 2022, on compte 16 lignes couvrant 559 km (celui de Paris fait 227km en 2022), avec 304 stations dont 57 stations d'échange. La ligne 13 et certaines extensions des lignes de métro actuelles sont en construction.
En 2021, le métro de shenzhen a transporté 2 178 millions de passagers (5e ville dans le monde quant au trafic).
Un billet aller simple normal dans le métro coûte de 2 RMB à 15 RMB et un billet aller simple affaires de la ligne 11 qui dessert l'aéroport international coûte trois fois plus que le tarif du billet normal. Des remises de 5 % sont accordées en utilisant la carte IC Shenzhen Tong au lieu d'un billet normal aller simple.
La signalisation est en chinois et en anglais.
Le système de métro est exploité par deux sociétés, Shenzhen Metro Corporation et MTR Corporation, Shenzhen. MTR Shenzhen exploite la ligne 4 du métro de Shenzhen.
Dans le futur la ligne 33, longue de 200km, sera connectée au Métro de Zhongshan.

### Transport ferroviaire
Shenzhen constitue un des pôles majeurs du réseau ferré chinois avec les gares de Shenzhen, Shenzhen-Nord, Futian, Shenzhen-Est. C'est également la porte d'entrée sur le territoire de Hong Kong. La ville est notamment desservie par la LGV Canton - Shenzhen - Hong Kong, les trains à grande vitesse permettent de relier les deux grandes villes en 14 minutes.

## Presse anglophone
Parmi les journaux et revues distribués à Shenzhen, on compte :
- le Shenzhen Standard ;
- le Shenzhen Daily ;
- That's PRD (Pearl River Delta), mensuel ;
- SACS, Shenzhen Asian Culture Society, trimestriel.

## Personnalités
- Chan Yuen-han
- Ceet Fouad
- Deannie Yip
- Lin Gaoyuan
- Sun Caiyun
- Zou Yuchen
- Naomi Wu

## Jumelages
- Houston (États-Unis) depuis mars 1986
- Brisbane (Australie) depuis mai 1992
- Poznań (Pologne) depuis le 30 juillet 1993
- Nuremberg (Allemagne) depuis mai 1997
- Oulianovsk (Russie) depuis le 30 mai 2005